# Arthur Mangin
Arthur Mangin (Parigi, 19 dicembre 1824 – Parigi, 12 marzo 1887) è stato uno scrittore e divulgatore scientifico francese, autore di monografie e articoli di giornali. Appartiene alla prima generazione di divulgatori scientifici della storia della stampa e dell'editoria, ed è uno degli autori dai quali Jules Verne trasse l'ispirazione e la documentazione per le sue opere.

## Biografia
Mangin collaborò con un gran numero di riviste e giornali: Le Nouveau journal des connaissances utiles; Le Magasin pittoresque; Le Musée des familles; Le Correspondant; La Vie pratique; L'Avenir national; Le Progrès de Lyon. Fu redattore della rivista scientifica del Journal des Économistes e scrisse articoli sulla chimica nel Dictionnaire du commerce et de la navigation. A partire dal 1871, scrisse gli atti delle sessioni dell'Académie des sciences morales et politiques nel Journal officiel.
Arthur era il fratello dell'ingegnere navale Amédée Mangin (Amédée-Paul-Théodore) (1818-1879), inventore dell'elica a quattro ali o elica Mangin. Arthur descrisse il funzionamento dell'invenzione di suo fratello nel volume Merveilles de l'industrie: machines à vapeur: bateaux à vapeur: chemins de fer.

## Opere

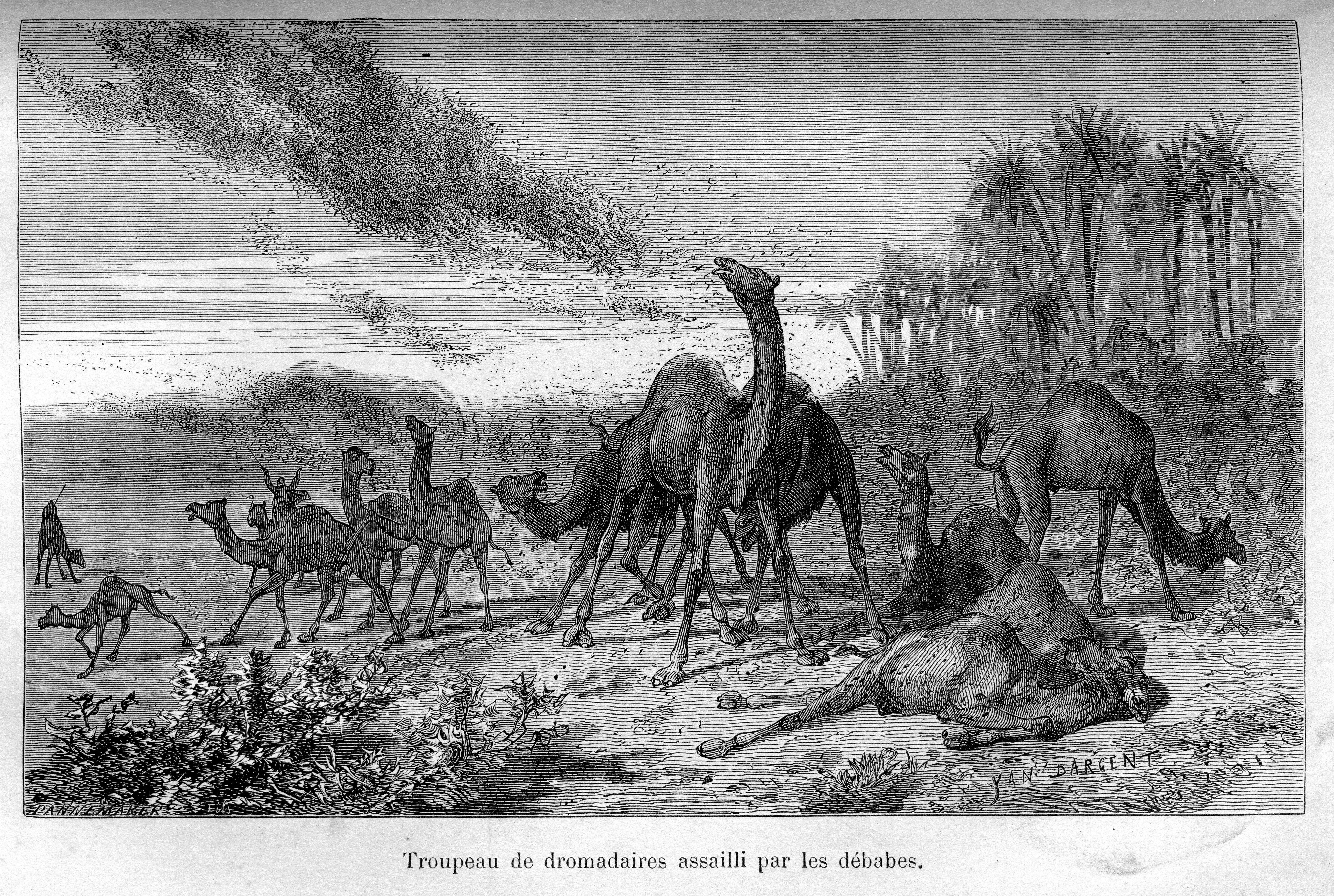
Arthur Mangin Nos ennemis, illustrazione di Adolphe-François Pannemaker e Yan' Dargent

- (FR) Arthur Mangin, Délassements instructifs : les télégraphes, les feux de guerre, Tours, Alfred Mame, 1855. URL consultato il 23 luglio 2019.
- (FR) Arthur Mangin, Les Savants illustres de la France, Paris, P.C. Lehuby, Libraire-Editeur, 1857. URL consultato il 23 luglio 2019.
- (FR) Arthur Mangin, Le Cacao et le chocolat, Paris, Guillaumin, 1860. URL consultato il 23 luglio 2019.
- (FR) Arthur Mangin, Voyage scientifique autour de ma chambre, Paris, au bureau du Musée des familles, 1861. URL consultato il 23 luglio 2019.
- (FR) Arthur Mangin, Rome sous Néron, nouvelle édition, Tours, Alfred Mame, 1862. URL consultato il 23 luglio 2019.
- (FR) Arthur Mangin, Soirée en famille, Tours, Alfred Mame, 1863. URL consultato il 23 luglio 2019.
- (FR) Arthur Mangin, Voyages et découvertes: outre-mer aux XIXe siècle, Tours, Alfred Mame, 1863. URL consultato il 23 luglio 2019.
- (FR) Arthur Mangin, Le feu du ciel. Histoire de l'électricité et de ses principales applications, Tours, Alfred Mame, 1863. URL consultato il 23 luglio 2019.
- (FR) Arthur Mangin, Les Mystères de l'océan, Tours, Alfred Mame et Fils, 1864. URL consultato il 23 luglio 2019.
- (FR) Arthur Mangin, Le Désert et le monde sauvage, Tours, Alfred Mame et Fils, 1866. URL consultato il 23 luglio 2019.
- (FR) Arthur Mangin, Les Jardins : histoire et description, Tours, Alfred Mame et Fils, 1867. URL consultato il 23 luglio 2019.
- (FR) Arthur Mangin, La navigation aérienne, nouvelle édition, Tours, Alfred Mame et Fils, 1869. URL consultato il 23 luglio 2019.
- (FR) Arthur Mangin, Les Poisons, nouvelle édition, Tours, Alfred Mame et Fils, 1869. URL consultato il 23 luglio 2019.
- (FR) Arthur Mangin, Nos ennemis et nos alliés: études zoologiques, Tours, Alfred Mame et Fils, 1870. URL consultato il 23 luglio 2019.
- (FR) Arthur Mangin, Merveilles de l'industrie: machines à vapeur: bateaux à vapeur: chemins de fer, Tours, Alfred Mame et Fils, 1871. URL consultato il 23 luglio 2019.
- (FR) Arthur Mangin, L'Homme et la bête, Paris, Firmin Didot, 1872. URL consultato il 23 luglio 2019.
- (FR) Arthur Mangin, Voyage à la Nouvelle-Calédonie ; suivi de Les bêtes criminelles au Moyen Âge, Paris, Delagrave, 1883. URL consultato il 23 luglio 2019.